# بویوک کنگرلی
بویوک کنگرلی (به ترکی آذربایجانی: Böyük Kəngərli) یک منطقه مسکونی در جمهوری آذربایجان است که در شهرستان کردامیر واقع شده است. بویوک کنگرلی ۶۳۸ نفر جمعیت دارد.